# 奥村幸大
奥村 幸大（おくむら よしひろ、1983年5月9日 - ）は、大阪府富田林市出身の競泳選手。2004年アテネオリンピック男子400mメドレーリレー銅メダリスト。近畿大学附属高等学校、近畿大学卒業。

## 来歴
- 2004年4月 アテネオリンピックにおいて400mメドレーリレーの最終泳者をつとめロシアとの接戦を制し銅メダルを獲得した。
- 2012年4月 現役引退。

引退までに個人種目では100m自由形・200m自由形で、リレー種目では400mメドレーリレー・400mフリーリレー・800mフリーリレーでそれぞれの日本記録を更新したことがあった。
2019年現在はイトマンスイミングスクールにてコーチを務めている。師事していた選手に、全国ジュニアオリンピックカップ等で優勝経験のある丸山夏輝 等がいる。

## 自己ベスト
- 100m自由形 49秒16（2009年12月9日、東アジア競技大会）
- 200m自由形 1分46秒37（2009年12月7日、東アジア競技大会）